# Lista planetelor minore/38201–38300
Aceasta este Lista planetelor minore/38201–38300; pentru a naviga prin lista completă vezi Lista planetelor minore.
Pentru ale detalii vezi și Proiect:Astronomie sau Portal:Astronomie.
| Nume               | Denumire provizorie | Data descoperirii  | Locul descoperirii | Descoperitor(i)               |
| ------------------ | ------------------- | ------------------ | ------------------ | ----------------------------- |
| 38201 -            | 1999 LF27           | 9 iunie 1999       | Socorro            | LINEAR                        |
| 38202 -            | 1999 LM33           | 10 iunie 1999      | Palomar            | NEAT                          |
| 38203 Sanner       | 1999 MJ             | 19 iunie 1999      | Junk Bond⁠(d)       | J. Medkeff⁠(d), D. Healy⁠(d)    |
| 38204 -            | 1999 MT             | 16 iunie 1999      | Višnjan            | K. Korlević                   |
| 38205 -            | 1999 MH1            | 20 iunie 1999      | Anderson Mesa      | LONEOS                        |
| 38206 -            | 1999 ML1            | 20 iunie 1999      | Anderson Mesa      | LONEOS                        |
| 38207 -            | 1999 MM1            | 20 iunie 1999      | Anderson Mesa      | LONEOS                        |
| 38208 -            | 1999 MO1            | 20 iunie 1999      | Anderson Mesa      | LONEOS                        |
| 38209 -            | 1999 NE             | 4 iulie 1999       | Woomera⁠(d)         | F. B. Zoltowski⁠(d)            |
| 38210 -            | 1999 NP4            | 13 iulie 1999      | Reedy Creek        | J. Broughton⁠(d)               |
| 38211 -            | 1999 NV4            | 12 iulie 1999      | Višnjan            | K. Korlević                   |
| 38212 -            | 1999 NM5            | 13 iulie 1999      | Socorro            | LINEAR                        |
| 38213 -            | 1999 NU6            | 13 iulie 1999      | Socorro            | LINEAR                        |
| 38214 -            | 1999 NA8            | 13 iulie 1999      | Socorro            | LINEAR                        |
| 38215 -            | 1999 NX9            | 13 iulie 1999      | Socorro            | LINEAR                        |
| 38216 -            | 1999 NP10           | 13 iulie 1999      | Socorro            | LINEAR                        |
| 38217 -            | 1999 NB12           | 13 iulie 1999      | Socorro            | LINEAR                        |
| 38218 -            | 1999 NY13           | 14 iulie 1999      | Socorro            | LINEAR                        |
| 38219 -            | 1999 NW19           | 14 iulie 1999      | Socorro            | LINEAR                        |
| 38220 -            | 1999 NV23           | 14 iulie 1999      | Socorro            | LINEAR                        |
| 38221 -            | 1999 NB28           | 14 iulie 1999      | Socorro            | LINEAR                        |
| 38222 -            | 1999 NP31           | 14 iulie 1999      | Socorro            | LINEAR                        |
| 38223 -            | 1999 NG38           | 14 iulie 1999      | Socorro            | LINEAR                        |
| 38224 -            | 1999 NC41           | 14 iulie 1999      | Socorro            | LINEAR                        |
| 38225 -            | 1999 NT48           | 13 iulie 1999      | Socorro            | LINEAR                        |
| 38226 -            | 1999 NG50           | 13 iulie 1999      | Socorro            | LINEAR                        |
| 38227 -            | 1999 NJ50           | 13 iulie 1999      | Socorro            | LINEAR                        |
| 38228 -            | 1999 NH52           | 12 iulie 1999      | Socorro            | LINEAR                        |
| 38229 -            | 1999 NG53           | 12 iulie 1999      | Socorro            | LINEAR                        |
| 38230 -            | 1999 NP53           | 12 iulie 1999      | Socorro            | LINEAR                        |
| 38231 -            | 1999 NF54           | 12 iulie 1999      | Socorro            | LINEAR                        |
| 38232 -            | 1999 NW55           | 12 iulie 1999      | Socorro            | LINEAR                        |
| 38233 -            | 1999 NS57           | 13 iulie 1999      | Socorro            | LINEAR                        |
| 38234 -            | 1999 NA59           | 13 iulie 1999      | Socorro            | LINEAR                        |
| 38235 -            | 1999 NJ63           | 14 iulie 1999      | Socorro            | LINEAR                        |
| 38236 -            | 1999 NC64           | 14 iulie 1999      | Socorro            | LINEAR                        |
| 38237 Roche        | 1999 OF             | 16 iulie 1999      | Pises⁠(d)           | Pises⁠(d)                      |
| 38238 Holíč        | 1999 OW             | 18 iulie 1999      | Modra⁠(d)           | Š. Gajdoš⁠(d), D. Kalmančok⁠(d) |
| 38239 -            | 1999 OR3            | 27 iulie 1999      | Socorro            | LINEAR                        |
| 38240 -            | 1999 PB1            | 8 august 1999      | Ondřejov           | L. Šarounová⁠(d)               |
| 38241 -            | 1999 PU1            | 9 august 1999      | Reedy Creek        | J. Broughton⁠(d)               |
| 38242 -            | 1999 PB2            | 10 august 1999     | Reedy Creek        | J. Broughton                  |
| 38243 -            | 1999 PB4            | 13 august 1999     | Reedy Creek        | J. Broughton                  |
| 38244 -            | 1999 PD4            | 13 august 1999     | Reedy Creek        | J. Broughton                  |
| 38245 Marcospontes | 1999 PF4            | 12 august 1999     | Wykrota            | C. Jacques⁠(d), L. Duczmal⁠(d)  |
| 38246 -            | 1999 PL4            | 14 august 1999     | Kleť               | J. Tichá⁠(d), M. Tichý⁠(d)      |
| 38247 -            | 1999 QE             | 18 august 1999     | Monte Agliale⁠(d)   | S. Donati⁠(d)                  |
| 38248 -            | 1999 QX             | 17 august 1999     | Kitt Peak          | Spacewatch                    |
| 38249 -            | 1999 QJ2            | 24 august 1999     | Farpoint           | G. Bell⁠(d)                    |
| 38250 Tartois      | 1999 QS2            | 31 august 1999     | Blauvac            | R. Roy⁠(d)                     |
| 38251 -            | 1999 RY             | 4 septembrie 1999  | Catalina           | CSS                           |
| 38252 -            | 1999 RM6            | 3 septembrie 1999  | Kitt Peak          | Spacewatch                    |
| 38253 -            | 1999 RM9            | 4 septembrie 1999  | Kitt Peak          | Spacewatch                    |
| 38254 -            | 1999 RV9            | 6 septembrie 1999  | Kitt Peak          | Spacewatch                    |
| 38255 -            | 1999 RH10           | 7 septembrie 1999  | Socorro            | LINEAR                        |
| 38256 -            | 1999 RH12           | 7 septembrie 1999  | Socorro            | LINEAR                        |
| 38257 -            | 1999 RC13           | 7 septembrie 1999  | Socorro            | LINEAR                        |
| 38258 -            | 1999 RD14           | 7 septembrie 1999  | Socorro            | LINEAR                        |
| 38259 -            | 1999 RR14           | 7 septembrie 1999  | Socorro            | LINEAR                        |
| 38260 -            | 1999 RK15           | 7 septembrie 1999  | Socorro            | LINEAR                        |
| 38261 -            | 1999 RY16           | 7 septembrie 1999  | Socorro            | LINEAR                        |
| 38262 -            | 1999 RB20           | 7 septembrie 1999  | Socorro            | LINEAR                        |
| 38263 -            | 1999 RC20           | 7 septembrie 1999  | Socorro            | LINEAR                        |
| 38264 -            | 1999 RC22           | 7 septembrie 1999  | Socorro            | LINEAR                        |
| 38265 -            | 1999 RT22           | 7 septembrie 1999  | Socorro            | LINEAR                        |
| 38266 -            | 1999 RH23           | 7 septembrie 1999  | Socorro            | LINEAR                        |
| 38267 -            | 1999 RB26           | 7 septembrie 1999  | Socorro            | LINEAR                        |
| 38268 Zenkert      | 1999 RV32           | 9 septembrie 1999  | Drebach⁠(d)         | A. Knöfel⁠(d)                  |
| 38269 Gueymard     | 1999 RN33           | 10 septembrie 1999 | Needville          | W. G. Dillon⁠(d), K. Rivich⁠(d) |
| 38270 Wettzell     | 1999 RJ35           | 11 septembrie 1999 | Starkenburg⁠(d)     | Starkenburg⁠(d)                |
| 38271 -            | 1999 RW35           | 12 septembrie 1999 | Ondřejov           | M. Wolf⁠(d), P. Pravec⁠(d)      |
| 38272 -            | 1999 RW41           | 13 septembrie 1999 | Višnjan            | K. Korlević                   |
| 38273 -            | 1999 RN42           | 14 septembrie 1999 | Višnjan            | K. Korlević                   |
| 38274 -            | 1999 RR44           | 14 septembrie 1999 | Višnjan            | K. Korlević                   |
| 38275 -            | 1999 RH48           | 7 septembrie 1999  | Socorro            | LINEAR                        |
| 38276 -            | 1999 RH49           | 7 septembrie 1999  | Socorro            | LINEAR                        |
| 38277 -            | 1999 RP49           | 7 septembrie 1999  | Socorro            | LINEAR                        |
| 38278 -            | 1999 RD51           | 7 septembrie 1999  | Socorro            | LINEAR                        |
| 38279 -            | 1999 RU51           | 7 septembrie 1999  | Socorro            | LINEAR                        |
| 38280 -            | 1999 RO52           | 7 septembrie 1999  | Socorro            | LINEAR                        |
| 38281 -            | 1999 RP52           | 7 septembrie 1999  | Socorro            | LINEAR                        |
| 38282 -            | 1999 RM56           | 7 septembrie 1999  | Socorro            | LINEAR                        |
| 38283 -            | 1999 RK59           | 7 septembrie 1999  | Socorro            | LINEAR                        |
| 38284 -            | 1999 RD60           | 7 septembrie 1999  | Socorro            | LINEAR                        |
| 38285 -            | 1999 RS61           | 7 septembrie 1999  | Socorro            | LINEAR                        |
| 38286 -            | 1999 RP62           | 7 septembrie 1999  | Socorro            | LINEAR                        |
| 38287 -            | 1999 RQ64           | 7 septembrie 1999  | Socorro            | LINEAR                        |
| 38288 -            | 1999 RZ68           | 7 septembrie 1999  | Socorro            | LINEAR                        |
| 38289 -            | 1999 RM70           | 7 septembrie 1999  | Socorro            | LINEAR                        |
| 38290 -            | 1999 RY71           | 7 septembrie 1999  | Socorro            | LINEAR                        |
| 38291 -            | 1999 RG74           | 7 septembrie 1999  | Socorro            | LINEAR                        |
| 38292 -            | 1999 RA77           | 7 septembrie 1999  | Socorro            | LINEAR                        |
| 38293 -            | 1999 RK85           | 7 septembrie 1999  | Socorro            | LINEAR                        |
| 38294 -            | 1999 RM85           | 7 septembrie 1999  | Socorro            | LINEAR                        |
| 38295 -            | 1999 RA87           | 7 septembrie 1999  | Socorro            | LINEAR                        |
| 38296 -            | 1999 RD87           | 7 septembrie 1999  | Socorro            | LINEAR                        |
| 38297 -            | 1999 RE87           | 7 septembrie 1999  | Socorro            | LINEAR                        |
| 38298 -            | 1999 RD88           | 7 septembrie 1999  | Socorro            | LINEAR                        |
| 38299 -            | 1999 RK88           | 7 septembrie 1999  | Socorro            | LINEAR                        |
| 38300 -            | 1999 RF90           | 7 septembrie 1999  | Socorro            | LINEAR                        |